# Driekoningenkerk (Tilburg)
De Driekoningenkerk was een parochiekerk in de Noord-Brabantse stad Tilburg. De kerk was gelegen aan de Haendellaan 40.
Deze kerk werd in 1972 gebouwd voor de parochie Heikant-Querijnstok, naar een ontwerp van Th. Verstappen. Het was een laag gebouw onder plat dak en zonder toren. 
In 2008 werd de kerk onttrokken aan de eredienst, om in 2014 te worden gesloopt. Op de plaats van de kerk kwam een groot winkelcentrum voor Tilburg-Noord aan het Wagnerplein.